# Дмитриј Писарев
Дмитриј Иванович Писарев (рус. Дми́трий Ива́нович Пи́сарев; 14. октобар 1840 — 16. јул 1868) био је руски радикални писац и критичар друштва који је, према Георгију Плеханову, „најбоље године свог живота провео у тврђави“.

## Живот
Гимназију је завршио у Санкт Петербургу 1856. године. 1861. дипломирао је на историјско-филолошком факултету на Универзитету у Санкт Петербургу.
Након дипломирања радио је као уредник у разним публикацијама. Ухапшен је 1862. због писања против владе и био је затворен све до 1866. Након што је ослобођен, наставио је свој књижевни рад.
За време летњих празника 1868. удавио се у Дубултију, Ришки залив, Летонија.

## Утицај
Писарев је био један од писаца који је покренуо демократско-револуционарни тренд у Русији 1860их. Следећа генерација Руса, позната по догађајима из 1905. и 1917, признала је Писаревљев утицај. Надежда Крупска, Лењинова жена, једном је написала:
Лењин је био део генерације која је одрастала под утицајем Писарева.
Писарев је био познат и по својој подршци руској природној науци, посебно биологији, и његови радови су у великој мери утицали на избор каријере младог Ивана Павлова.
Писарев је желео, више од свега другог, да своје читаоце научи да мисле самостално. Ову жељу спроводио је кроз филозофију, књижевну критику и социјалне и породичне анализе.